# Gambetto Gibbins
Il gambetto Gibbins, spesso chiamato anche gambetto Bronstein, è un'apertura del gioco degli scacchi. Questo impianto deriva dalle mosse:
1. d4 Cf6
2. g4

Il gambetto Gibbins viene considerato estremamente stravagante, nonché deleterio per il Bianco che lo imposta. Le sue mire infatti sono di costruire un centro solido dopo le mosse 2…Cxg4 3.e4. Ciononostante il Nero non dovrebbe soffrire granché questa formazione di pedoni centrali, né il lieve ritardo di sviluppo, dato che il Bianco ha indebolito in maniera cruciale la sua ala di re, dove un arrocco sarebbe disastroso. Per tutte queste considerazioni, questa apertura non viene mai usata a grandi livelli.
| Controllo di autorità | GND (DE) 4497113-8 |